# Örby hagars naturreservat
Örby hagars naturreservat är ett naturreservat i Uppsala kommun i Uppsala län.
Området är naturskyddat sedan 2017 och är 25 hektar stort. Reservatet består av öppna betesmarker, ekhagar med grova, vidkroniga ekar och barrskogsklädda moränbackar. 